# Белорецк
Белорецк (рус. Белорецк) град је у Русији у Башкортостану. Према попису становништва из 2010. у граду је живело 68.804 становника.

## Становништво
Према прелиминарним подацима са пописа, у граду је 2010. живело 68.804 становника, 2.289 (3,22%) мање него 2002.
| 1939.  | 1959.  | 1970.  | 1979.  | 1989.  | 2002.  | 2010.  |
| ------ | ------ | ------ | ------ | ------ | ------ | ------ |
| 40.566 | 59.315 | 67.099 | 71.246 | 72.434 | 71.093 | 68.806 |

## Географски положај
Град се налази на реци Белом (притока реке Кама), 245 км од града Уфа.

## Клима
- Просечна годишња температура - 2,4 °C
- Релативна влажност - 68,5%
- Просечна брзина ветра - 3,8 м / с

## Назив
Назив града потиче од реке Бели хидроним

## Средње образовање
- Школа № 1;
- Школа № 3;
- МОУ "Специјална поправни школа № 7";
- Школа № 8;
- Школа № 10;
- Школа № 13;
- МОУ "Гимназија № 14";
- Школа № 15;
- Школа № 16;
- Сфак "Гимназија № 17";
- Школа № 18;
- Школа № 20;
- Школа № 21;
- МОУ "Белоретскиј интернат";
- МОУ "Башкирски гимназија"
- МОУ "Белорецк школа рачунара."

## Религија
У Белоретск насељено неколико деноминација (Православље, Ислам, и други).Највећа заједница верника су православни хришћани.Муслиманска заједница је други по величини у граду. Преостале заједнице су оскудни.

### Руска православна црква
Листа парохија Белоретского област :
- Црква Свете Тројице .
- Парохија Светог Николаја Чудотворца мирски
- Жупна црква св Сергија Радонешког ( бр. Инзер )
- Православна парохија Светог великомученик Анастасија ПКУ затвор -2
- Молитва соба на ОД 3 / 2 ГУФСИН ( упућивање )
- Две собе у централној молитва градске болнице .
- Молитва соба у ИПА ( мушка дивизије ) .
- Молитва соба у ИПА (члан женске ) .

- Црква Свете Тројице Белорецк
- Капела на ул.Еаиеиа
- Незавршена Црква Светог Николе у Белоретск